# Ère Bunshō
L'ère Bunshō (文正) est une des ères du Japon (年号, nengō, lit. « nom de l'année ») après l'ère Kanshō et avant l'ère Ōnin. Cette ère couvre la période allant du mois de février 1466 au mois de mars 1467. L'empereur régnant durant cette période est Go-Tsuchimikado-tennō (後土御門天皇)/

## Changement d'ère
- 1466 Bunshō gannen (文正元年?) : Le nom de la nouvelle ère est créé pour marquer un événement ou une succession d'événements. La précédente ère se termine quand commence la nouvelle, en Kanshō 7.

## Événements de l'ère Bunshō
- 1466 (Bunshō 1, 1st month): Le dainagon Ashikaga Yoshimi, frère du shogun Ashikaga Yoshimasa, est promu au deuxième rang de deuxième classe dans la hiérarchie de la cour impériale[3]
- 1466 (Bunshō 1, 1er mois): L'udaijin Minamoto-no Mitsihisa est remplacé par le dainagon Fuijwara no Matsatsugu[3].

| Bunshō    | 1re  | 2e   |
| Grégorien | 1466 | 1467 |